# NGC 3956
NGC 3956 је спирална галаксија у сазвежђу Пехар која се налази на NGC листи објеката дубоког неба.
Деклинација објекта је - 20° 34' 0" а ректасцензија 11h 54m 0,9s. Привидна величина (магнитуда) објекта NGC 3956 износи 12,2 а фотографска магнитуда 12,9. Налази се на удаљености од 26,710 милиона парсека од Сунца. NGC 3956 је још познат и под ознакама ESO 572-13, MCG -3-30-16, UGCA 251, IRAS 11514-2017, PGC 37325.